# Lijst van personen geboren in 1947
Dit is een lijst van personen geboren in 1947.

### januari
- 1 - Kachi Asatiani, Sovjet-Georgisch voetballer en trainer (overleden 2002)
- 1 - F.R. David, Frans zanger
- 1 - Laurens Geels, Nederlands filmproducent
- 1 - Peter Lankhorst, Nederlands politicus
- 1 - Josée Ruiter, Nederlands actrice
- 2 - Henze Boekhout, Nederlands kunstenaar en fotograaf (overleden 2024)
- 2 - Eva Köhler, Duits politica
- 2 - Eiji Kusuhara, Japans-Brits acteur en stemacteur
- 3 - Jan Kamminga, Nederlands bestuurder
- 3 - Øyvind Westby, Noors componist
- 5 - Osman Arpacıoğlu, Turks voetballer
- 8 - David Bowie, Brits popmusicus (overleden 2016)
- 10 - Tullio Lanese, Italiaans voetbalscheidsrechter (overleden 2025)
- 10 - Olga Madsen, Nederlands cineaste en televisieproducente (overleden 2011)
- 10 - Peer Steinbrück, Duits politicus
- 11 - Carry Geijssen, Nederlands schaatsster
- 11 - Mart Smeets, Nederlands (sport)journalist, presentator en publicist
- 12 - Jawad al-Assadi, Iraaks toneelregisseur en dichter
- 12 - Henning Munk Jensen, Deens voetballer (overleden 2023)
- 13 - Carles Rexach, Spaans voetballer en voetbaltrainer
- 15 - Ad van Baal, Nederlands luitenant-generaal
- 15 - Michael Schanze, Duits schlagerzanger en presentator
- 16 - Ferry Maat, Nederlands radio-diskjockey
- 17 - Hans Otjes, Nederlands acteur
- 18 - Takeshi Kitano, Japans schrijver en filmregisseur
- 19 - Guillermo Marchena, Nederlands-Antilliaans drummer en zanger (overleden 1994)
- 20 - Cyrille Guimard, Frans wielrenner en ploegleider
- 20 - Bob Polak, Nederlands publicist, columnist en criticus
- 21 - Mies de Heer, Nederlands actrice
- 21 - Giuseppe Savoldi, Italiaans voetballer
- 23 - Megawati Soekarnoputri, 5e president van Indonesië
- 24 - Giorgio Chinaglia, Italiaans voetballer (overleden 2012)
- 24 - Jorge Orellana, Ecuadoraans voetbalscheidsrechter
- 24 - Warren Zevon, Amerikaans muzikant (overleden 2003)
- 25 - Harrie Jansen, Nederlands wielrenner en sportverslaggever
- 25 - Ángel Nieto, Spaans motorcoureur (overleden 2017)
- 25 - Tostão, Braziliaans voetballer
- 26 - Thea Dubelaar, Nederlands kinderboekenschrijfster
- 27 - D.C. Lewis, Nederlands zanger (overleden 2000)
- 28 - Fons Bastijns, Belgisch voetballer (overleden 2008)
- 29 - Ans Markus, Nederlands kunstenares
- 29 - Harry Mens, Nederlands makelaar en televisiepresentator
- 30 - Willy Cruz, Filipijns songwriter
- 30 - Steve Marriott, Brits singer-songwriter en gitarist (overleden 1991)
- 31 - Bernard Guignedoux, Frans voetballer en voetbaltrainer (overleden 2021)

### februari

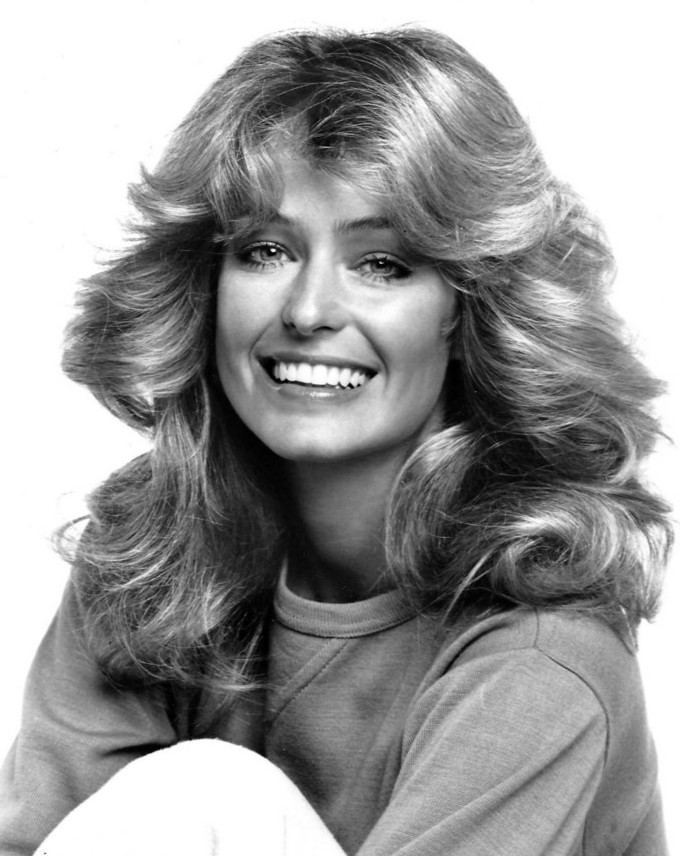
Farrah Fawcett,
geboren op 2 februari

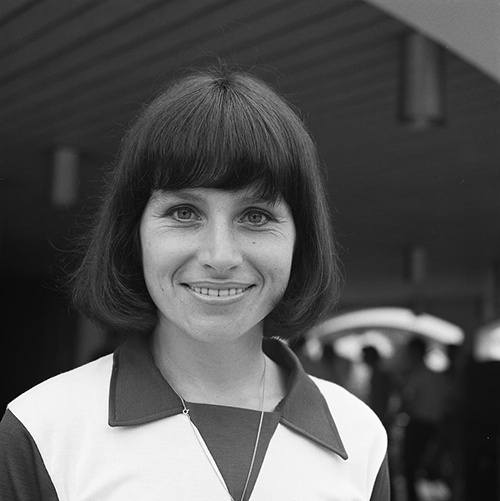
Anne van Egmond,
geboren op 26 februari

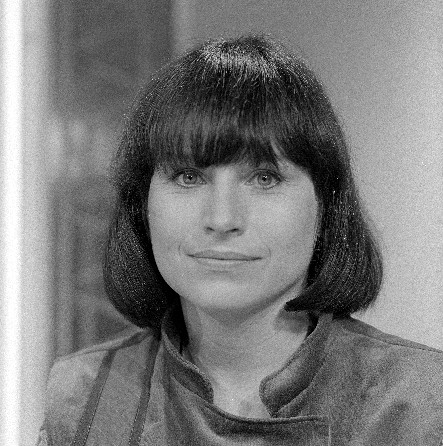
Anne van Egmond,
geboren op 26 februari

- 1 - Joeri Malysjev, Russisch roeier
- 1 - Aart Moerkerken, Nederlands predikant (overleden 2024)
- 1 - Ton Pansier, Nederlands voetballer (overleden 2021)
- 1 - Gaston Rahier, Belgisch motorcrosser (overleden 2005)
- 1 - Normie Rowe, Australisch zanger
- 2 - Henze Boekhout, Nederlandse kunstenaar/fotograaf (overleden  2024)
- 2 - Farrah Fawcett, Amerikaans actrice (overleden 2009)
- 2 - Anna Rosbach Andersen, Deens politica
- 3 - Koos Alberts, Nederlands zanger (overleden 2018)
- 3 - Paul Auster, Amerikaans schrijver (overleden 2024)
- 3 - Dave Davies, Brits zanger en gitarist (The Kinks)
- 3 - Tommy Lindholm, Fins voetballer en voetbalcoach
- 3 - Melanie Safka, Amerikaans zangeres (overleden 2024)
- 4 - Chris Cauwenberghs, Belgisch acteur (overleden 2025)
- 4 - Dan Quayle, Amerikaans politicus (vicepresident 1989-1993)
- 5 - Edu, Braziliaans voetballer en trainer
- 5 - Ad 's-Gravesande, Nederlands documentairemaker, hoofdredacteur en presentator
- 5 - Rikkert Zuiderveld, Nederlands zanger (duo Elly en Rikkert) en schrijver
- 6 - Frank Chavez, Filipijns advocaat (overleden 2013)
- 6 - Eric Flint, Amerikaans schrijver en uitgever (overleden 2022)
- 6 - Charles Hickcox, Amerikaans zwemmer (overleden 2010)
- 6 - Daniel Yergin, Amerikaans hoogleraar en energiespecialist
- 7 - Wayne Allwine, Amerikaans stemacteur (onder andere Mickey Mouse) (overleden 2009)
- 7 - Nelson Oduber, Arubaans politicus
- 8 - Yvonne Ntacyobatabara Basebya, Nederlands/Rwandees misdadiger (overleden 2016)
- 9 - Carla Del Ponte, Zwitsers juriste
- 9 - Ticio Escobar, Paraguayaans kunstcriticus, conservator en minister
- 9 - Boris Gulko, Amerikaans schaker
- 10 - Louise Arbour, Canadees juriste en diplomate
- 10 - Chris Ethridge, Amerikaans bassist en lid van The Flying Burrito Brothers (overleden 2012)
- 11 - Marjolijn van den Assem, Nederlands beeldend kunstenares
- 12 - Jaap Dekker, Nederlands componist en pianist (overleden 2020)
- 13 - Julien Cools, Belgisch voetballer
- 13 - Gijsbert Lekkerkerker, Nederlands organist (overleden 2022)
- 13 - Bogdan Tanjević, Servisch basketbalcoach
- 14 - Tim Buckley, Amerikaans singer-songwriter (overleden 1975)
- 14 - Frank Groothof, Nederlands acteur, bekend van Sesamstraat
- 14 - Heide Rosendahl, Duits atlete
- 15 - John Adams, Amerikaanse componist ("Nixon in China")
- 15 - Arnie Treffers, Nederlands zanger Long Tall Ernie and the Shakers (overleden 1995)
- 16 - Tom Mulder, Nederlands radio-dj (overleden 2020)
- 17 - Frits Barend, Nederlands journalist en televisiepresentator
- 17 - Ben Cramer, Nederlands zanger
- 18 - prinses Christina, lid van de Nederlandse koninklijke familie (overleden 2019)
- 18 - Gotsja Gavasjeli, Sovjet-Georgisch voetballer (overleden 1997)
- 18 - Marc Van Poucke, Vlaams radio- en televisiepresentator
- 18 - Carlos Lopes, Portugees atleet
- 20 - André van Duin, Nederlands komiek, zanger en acteur
- 21 - Eddy Achterberg, Nederlands voetballer
- 22 - Veronica Hazelhoff, Nederlands schrijfster (overleden 2009)
- 22 - Richard North Patterson, Amerikaans schrijver
- 24 - Annie van der Meer, Nederlands langeafstandsloopster
- 25 - Brian Burke, 23e premier van West-Australië
- 25 - Lee Evans, Amerikaans atleet (overleden 2021)
- 26 - Peter Adelaar, Nederlands judoka (overleden 2004)
- 26 - Anne van Egmond, Nederlands dj, presentatrice en programmamaakster
- 26 - Guy Klucevsek, Amerikaans accordeonist en componist (overleden 2025)
- 26 - Sandie Shaw, Brits zangeres
- 27 - Corneille Driezen (Codriez), kunstenaar, musicus en dichter
- 28 - Stephanie Beacham, Amerikaans actrice
- 28 - Włodzimierz Lubański, Pools voetballer
- 28 - Aron Schmidhuber, Duits voetbalscheidsrechter

### maart

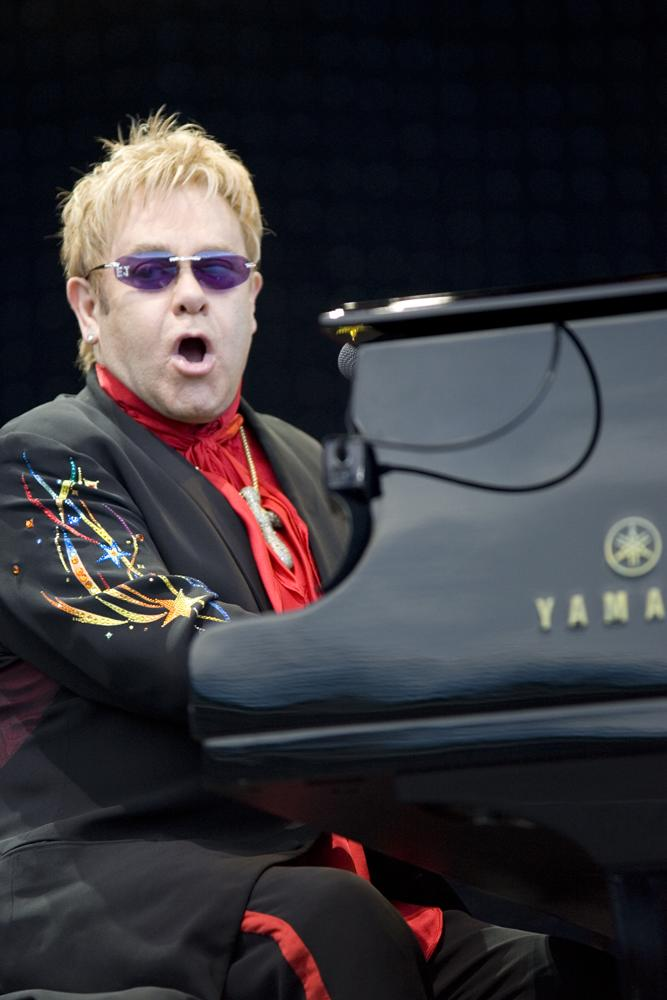
Elton John
geboren op 25 maart

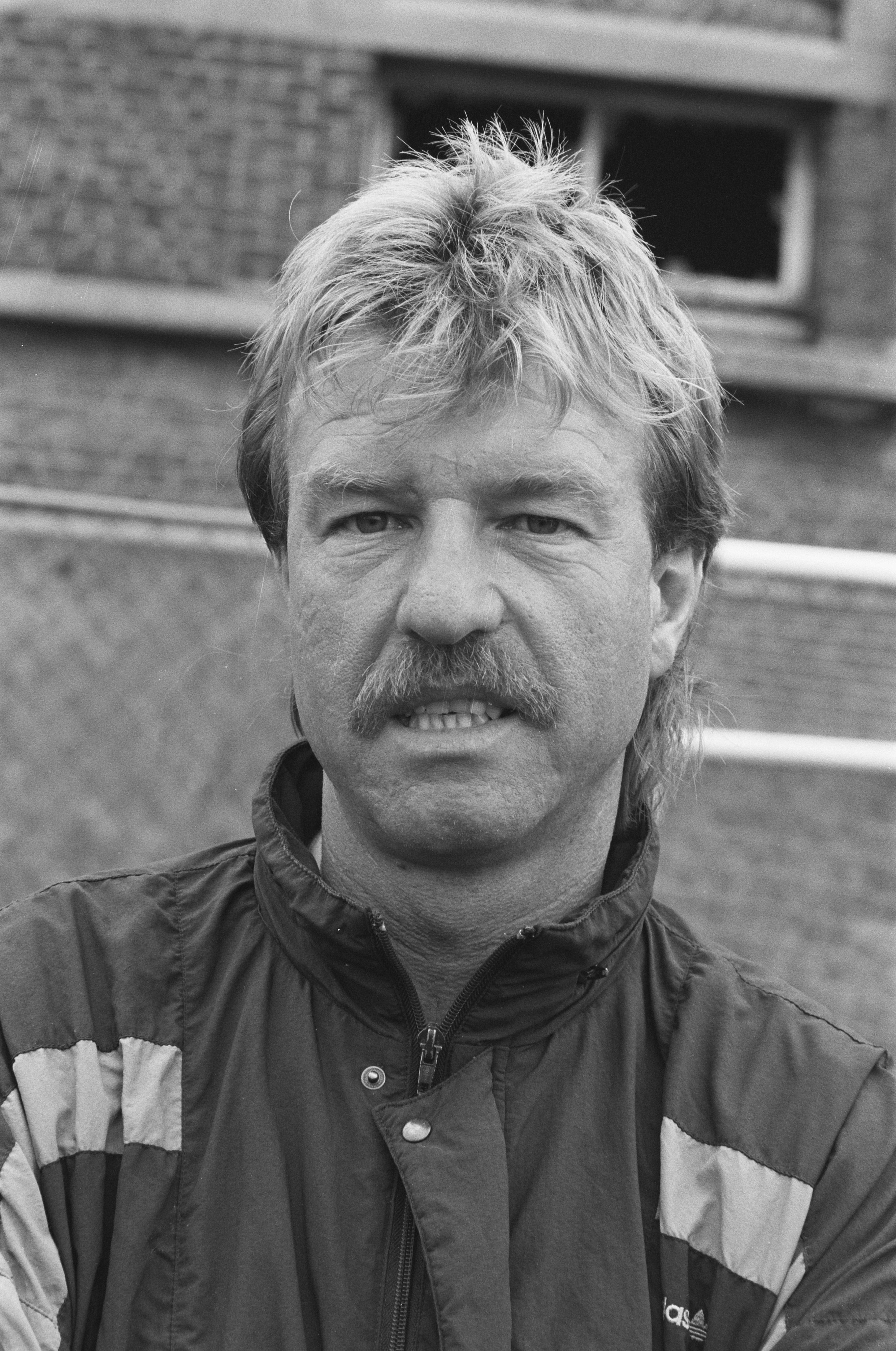
Aad de Mos
geboren op 27 maart

- 1 - Alan Thicke, Amerikaans acteur (Growing Pains) (overleden 2016)
- 2 - Harry Redknapp, Engels voetballer en voetbalcoach
- 3 - John Chataway, Canadees politicus (overleden 2004)
- 3 - Otto Stuppacher, Oostenrijks autocoureur (overleden 2001)
- 3 - Oscar Tabárez, Uruguayaans voetballer en voetbalcoach
- 3 - Jennifer Warnes, Amerikaans zangeres
- 3 - Gerrit Wolsink, Nederlands motorcrosser
- 5 - Clodagh Rodgers, Brits zangeres (overleden 2025)
- 6 - Kiki Dee, Engels zangeres
- 6 - Dick Fosbury, Amerikaans atleet (overleden 2023)
- 6 - Rayda Jacobs, Zuid-Afrikaanse schrijfster en filmregisseuse (overleden 2024)
- 7 - Harold Pollack, Surinaams minister (overleden 2013)
- 7 - Walter Röhrl, Duits autocoureur
- 8 - Bert van de Kamp, Nederlands popjournalist (overleden 2020)
- 8 - Peter Persidis, Oostenrijks voetballer en voetbaltrainer (overleden 2009)
- 9 - Vladimir Makarov, Sovjet voetballer (overleden 1979)
- 10 - Kim Campbell, Canadees eerste vrouwelijke minister-president
- 10 - Alex Harvey, Amerikaans countryzanger (overleden 2020)
- 10 - Robert Holl, Nederlands zanger, componist en zangpedagoog
- 10 - June Keithley-Castro, Filipijns presentatrice en actrice (overleden 2013)
- 10 - Laurie Langenbach, Nederlands schrijfster en publiciste (overleden 1984)
- 11 - Eddo Rosenthal, Nederlands journalist
- 11 - Peter Schoonhoven, Nederlands zanger, songwriter en muziekuitgever
- 12 - Aleksandr Bolosjev, Russisch basketballer (overleden 2010)
- 12 - Mitt Romney, Amerikaans republikeins politicus
- 14 - José Happart, Belgisch politicus
- 14 - Peter Skellern, Engels singer-songwriter (overleden 2017)
- 15 - Ry Cooder, Amerikaans gitarist en muziekproducent
- 17 - Ellis van den Brink, Nederlands actrice
- 17 - Harry van Oosterhout, Nederlands voetballer (overleden 2024)
- 18 - Marc van Alstein (Alstein), Vlaams dichter en schrijver
- 18 - René Bervoets, Belgisch atleet
- 19 - Glenn Close, Amerikaans actrice
- 20 - Hans Kinds, Nederlands gitarist (overleden 2021)
- 20 - Chip Zien, Amerikaans acteur
- 21 - Ferenc Szekeres, Hongaars atleet
- 22 - Maarten van Gent, Nederlands basketbalcoach, manager, scout en ondernemer (overleden 2025)
- 24 - Liane Engeman, Nederlands autocoureur
- 24 - Meiko Kaji, Japans actrice en zangeres
- 24 - Mike Kellie, Brits musicus, producer en songwriter (overleden 2017)
- 24 - Wim Ligtvoet, Nederlands burgemeester
- 24 - Stefan Resjko, Sovjet-Oekraïens voetballer
- 25 - Duncan Browne, Engels singer-songwriter (overleden 1993)
- 25 - Elton John, Brits zanger en componist
- 27 - Aad de Mos, Nederlands voetbaltrainer
- 29 - Robert Gordon, Amerikaans singer-songwriter (overleden 2022)
- 29 - Geert van Istendael, Vlaams prozaschrijver, dichter en essayist
- 29 - Aleksandr Viktorenko, Sovjet-Russisch ruimtevaarder (overleden 2023)

### april

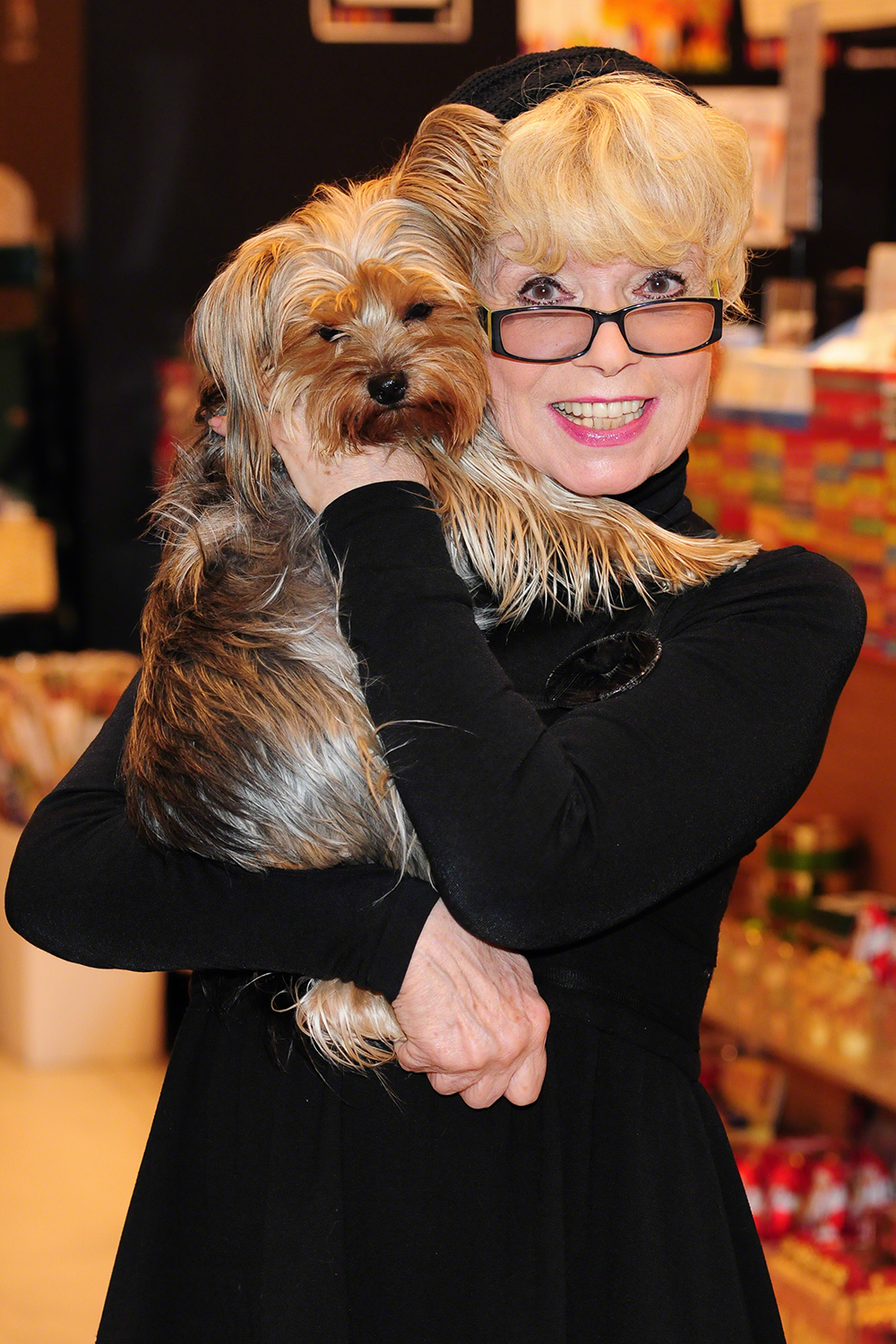
Ingrid Steeger
geboren op 1 april

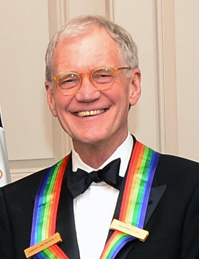
David Letterman
geboren op 12 april

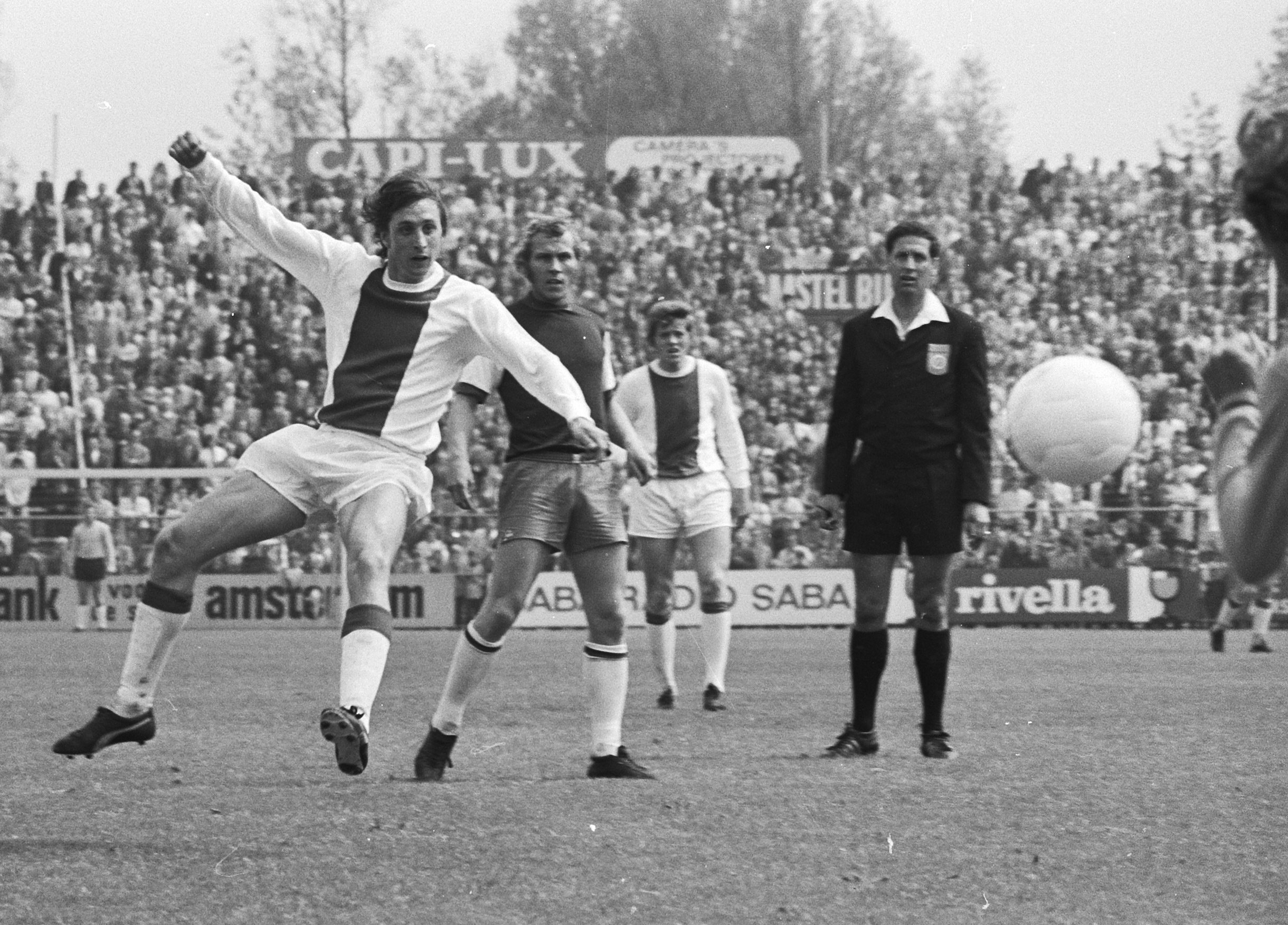
Johan Cruijff
geboren op 25 april

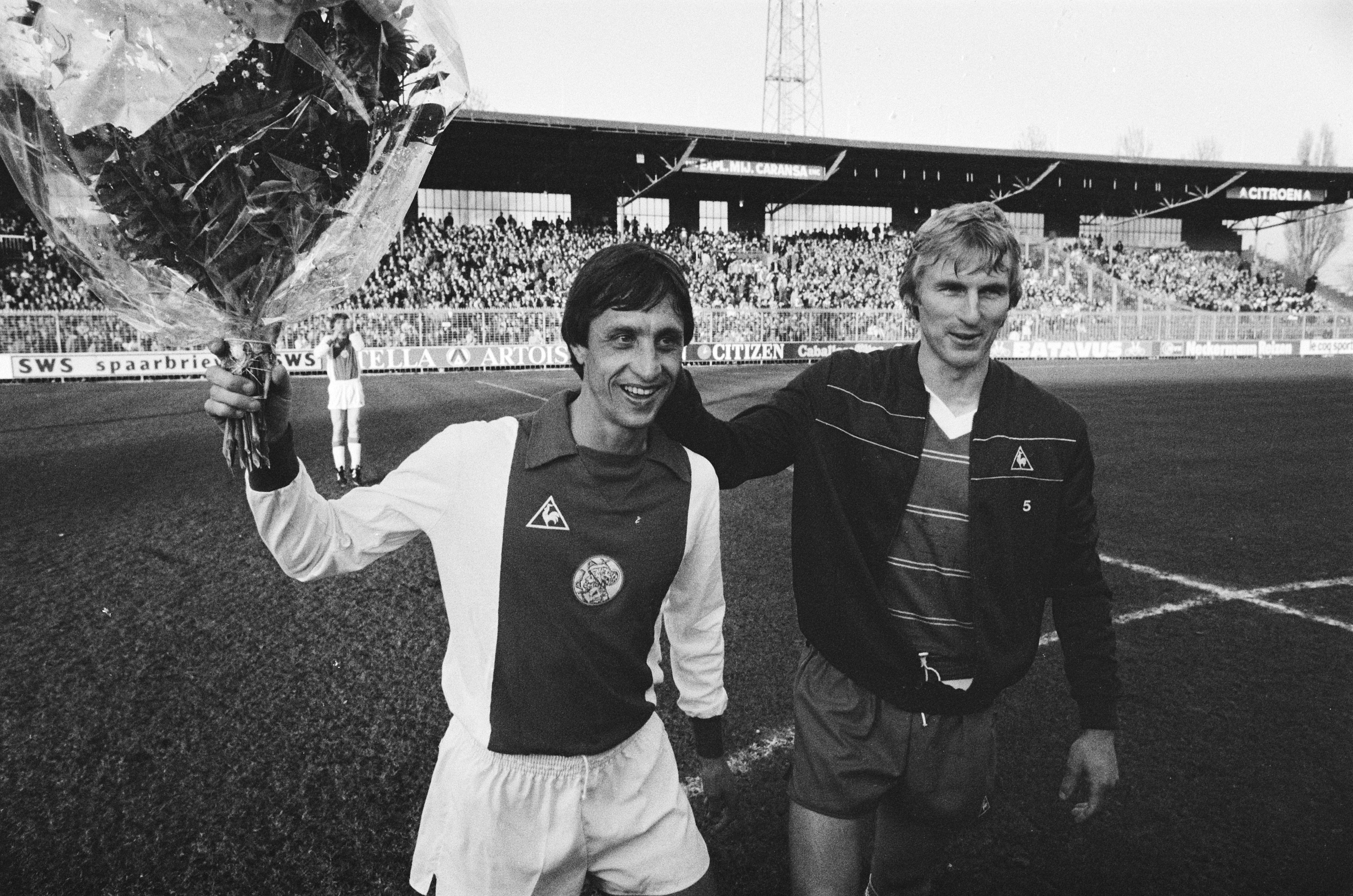
Johan Cruijff
geboren op 25 april

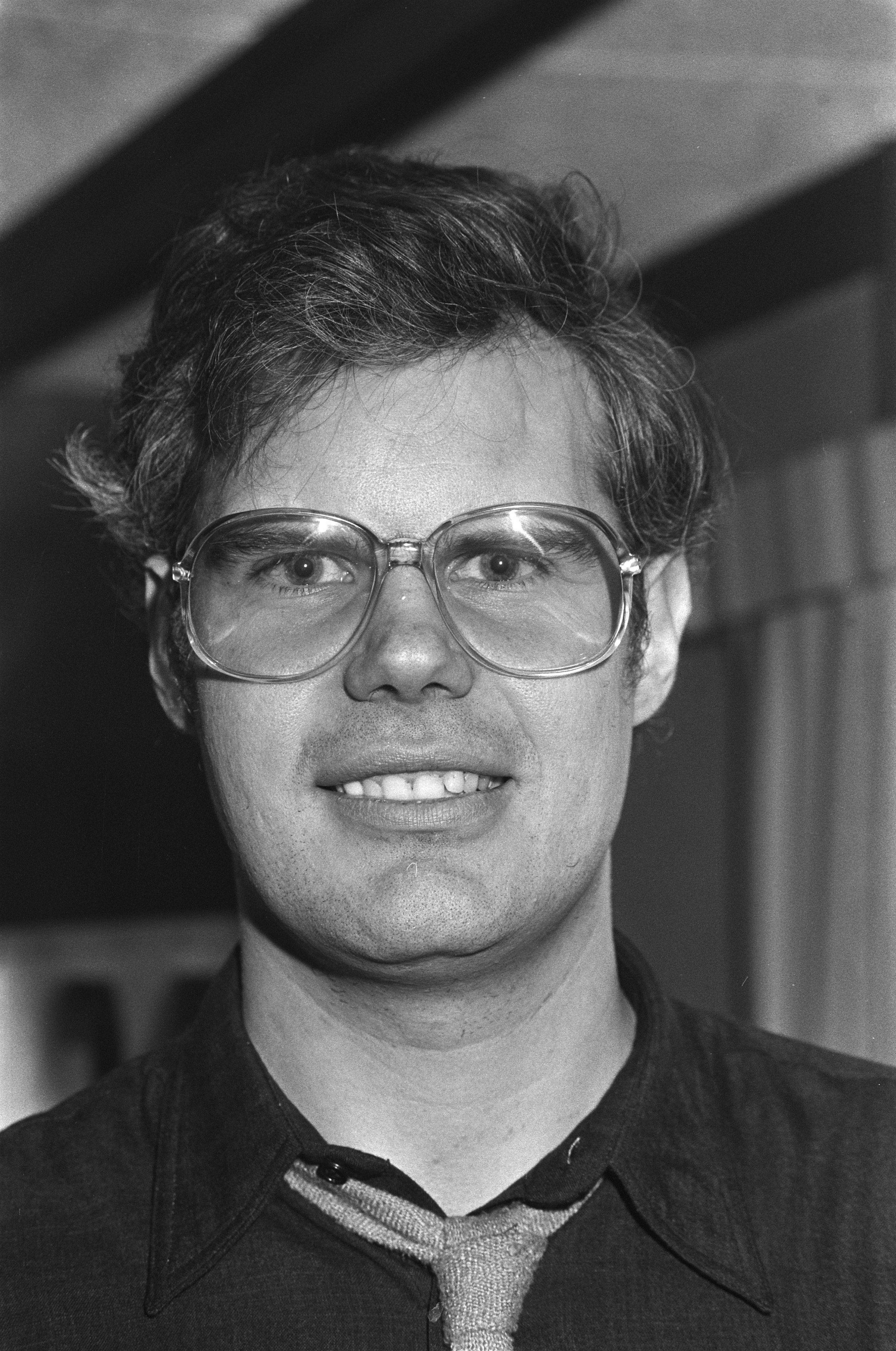
Ad Visser
geboren op 28 april

- 1 - Tonny Bruins Slot, Nederlands voetbaltrainer en -analist (overleden 2020)
- 1 - Luis Ernesto Derbez, Mexicaans politicus
- 1 - André Ornelis, Belgisch atleet
- 1 - Ingrid Steeger, Duits actrice (overleden 2023)
- 2 - Ingvar Carlsson, Zweeds rallyrijder (overleden 2009)
- 2 - Emmylou Harris, Amerikaans zangeres
- 3 - Theo Pahlplatz, Nederlands voetballer (overleden 2023)
- 4 - Trea Dobbs, Nederlands zangeres
- 4 - Wiranto, Indonesisch generaal en politicus
- 5 - Paul van Gelder, Nederlands diskjockey (overleden 2024)
- 5 - Gloria Macapagal-Arroyo, Filipijns presidente
- 6 - Oswaldo Piazza, Argentijns voetballer en voetbalcoach
- 6 - John Ratzenberger, Amerikaans acteur
- 6 - Jan-Kees Wiebenga, Nederlands politicus en bestuurder
- 7 - Florian Schneider, Duits muzikant (Kraftwerk) (overleden 2020)
- 7 - Michèle Torr, Frans zangeres
- 8 - Theo Meijer, Nederlands politicus en bestuurder (overleden 2023)
- 10 - Bunny Livingston, Jamaicaans reggae-artiest (overleden 2021)
- 11 - Eddy Becker, Nederlands radio- en televisiepresentator
- 12 - Tom Clancy, Amerikaans schrijver (overleden 2013)
- 12 - David Letterman, Amerikaans talkshow-presentator
- 12 - Albert Van Hoorn, Belgisch atleet
- 13 - Kenny Aird, Schots voetballer (overleden 2024)
- 13 - Joseph Daul, Frans politicus
- 15 - Lalit Suri, Indiaas hotelier en politicus (overleden 2006)
- 15 - Peter Tuinman, Nederlands acteur
- 15 - Tashi Wangdi, Tibetaans politicus en diplomaat (overleden  2025)
- 16 - Kareem Abdul-Jabbar, Amerikaans basketballer
- 16 - Gerry Rafferty, Schots zanger (overleden 2011)
- 17 - Milou Hermus, Nederlands beeldend kunstenares (overleden 2021)
- 17 - Rainer Küschall, Zwitsers paralympisch sporter en ontwerper
- 17 - Gerry van der Velden, Nederlands beeldhouwer
- 18 - Cindy Pickett, Amerikaans actrice
- 18 - James Howard Woods, Amerikaans acteur
- 19 - Frits Castricum, Nederlands politicus (overleden 2011)
- 19 - Herman Parmentier, Belgisch atleet
- 20 - Giorgio Corbellini, Italiaans bisschop (overleden 2019)
- 21 - Iggy Pop, Amerikaans zanger
- 21 - Rudi Stohl, Oostenrijks rallyrijder
- 22 - Michiel Kerbosch, Nederlands acteur
- 23 - Vincent van Engelen, Nederlands radio-dj (overleden 2025)
- 23 - George Simon (kunstenaar), Guyaans beeldend kunstenaar en archeoloog (overleden 2020)
- 24 - Josep Borrell, Spaans (euro)politicus
- 24 - Roger Kornberg, Amerikaans scheikundige en biochemicus, winnaar van de Nobelprijs voor de Scheikunde 2006
- 25 - Johan Cruijff, Nederlands voetballer en voetbaltrainer (overleden 2016)
- 26 - Guus Verstraete jr., Nederlands regisseur (overleden 2017)
- 27 - Astrid Roemer, Surinaams schrijfster
- 28 - Ad Visser, Nederlands multi media-artiest, muzikant en presentator van Toppop
- 29 - Olavo de Carvalho, Braziliaans onderwijshervormer, filosoof en schrijver (overleden 2022)
- 29 - Chris Humphries, Brits botanicus (overleden 2009)
- 29 - Jim Ryun, Amerikaans atleet en politicus
- 30 - Abdul Wadud, Amerikaans jazzcellist (overleden 2022)
- 30 - Valentina Zakoretska, Sovjet-Oekraïens parachutiste (overleden 2010)

### mei
- 2 - Alfons Dölle, Nederlands jurist en politicus (overleden 2012)
- 2 - James Dyson, Brits uitvinder
- 2 - Philippe Herreweghe, Belgisch dirigent
- 4 - Willem van Beusekom, Nederlands omroepdirecteur, presentator en radio-dj (overleden 2006)
- 4 - Ronald Sørensen, Nederlands leraar, vakbondsbestuurder en politicus
- 5 - Malam Bacai Sanhá, Guinee-Bissaus politicus (overleden 2012)
- 5 - Leif Mortensen, Deens wielrenner
- 5 - Guido de Wijs, Nederlands tekst- en liedjesschrijver en presentator
- 6 - Martha Nussbaum, Amerikaans filosoof
- 9 - Andy Sutcliffe, Brits autocoureur (overleden 2015)
- 10 - Caroline B. Cooney, Amerikaans schrijfster
- 10 - Paul Dumont, Belgisch atleet
- 10 - Jean-Baptiste Kiéthéga, Burkinees archeoloog en geschiedkundige
- 10 - Ton Vorstenbosch, Nederlands toneelschrijver (overleden 2017)
- 11 - Jean-Louis Close, Belgisch politicus en burgemeester
- 12 - Michael Ignatieff, Canadees politicus, publicist en hoogleraar
- 12 - Rolf Zuckowski, Duits zanger, songwriter en producer
- 13 - Irmgard Möller, Duits terroriste; lid van de Rote Armee Faction
- 14 - Tamara Dobson, Amerikaans fotomodel en actrice (overleden 2006)
- 15 - Harm Janssen, Nederlands politicus van het GPV (overleden 1992)
- 16 - Vladimir Esjtrekov, Sovjet-Russisch voetballer en trainer
- 16 - Ewald Krolis, Surinaams-Nederlands muzikant (overleden 2006)
- 18 - John Bruton, Iers politicus en diplomaat (overleden 2024)
- 18 - Marcelle Meuleman, Nederlands actrice en regisseuse
- 19 -Thera Coppens, Nederlands schrijfster en dichteres
- 19 - David Helfgott, Australisch pianist
- 19 - Gijs IJlander (Gijs Hoetjes), Nederlands schrijver (overleden 2024)
- 21 - Hans Hoogveld, Nederlands waterpolospeler (overleden 2024)
- 22 - Christine Stückelberger, Zwitsers amazone
- 23 - Carlos Mendes, Portugees zanger, componist en acteur
- 23 - Carla van der Vorst, Nederlands modeontwerper
- 26 - Frans Kokshoorn, Nederlands beeldhouwer (overleden 2021)
- 27 - Harry Weerman, Nederlands handballer en handbalcoach
- 28 - Leland Sklar, Amerikaans bassist
- 29 - Anatolij Polivoda, Oekraïens basketbalspeler (overleden 2024)
- 30 - Ad Bouman, Nederlands geluidstechnicus, producer, diskjockey en media-ondernemer
- 31 - Julien Vrebos, Belgisch filmregisseur en Bekende Belg (overleden 2022)

### juni
- 1 - Rini van Bracht, Nederlands biljarter
- 1 - Wiel Kusters, Nederlands dichter en hoogleraar
- 1 - Jonathan Pryce, Brits acteur
- 1 - Konstantin Wecker, Duits zanger
- 1 - Ron Wood, Brits gitarist van The Rolling Stones
- 3 - Mickey Finn, Brits drummer (T. Rex) (overleden 2003)
- 3 - Shuki Levy, Israëlisch filmproducent, componist en zanger
- 5 - Laurie Anderson, Amerikaans muzikante
- 5 - Maurice Martens, Belgisch voetballer
- 5 - Redmond O'Hanlon, Brits schrijver
- 6 - Ada Kok, Nederlands zwemster en olympisch kampioene (1968)
- 8 - Eric F. Wieschaus, Amerikaans ontwikkelingsbioloog en Nobelprijswinnaar
- 9 - Francine Van Assche, Belgisch atlete
- 10 - Teun Hocks, Nederlands fotograaf en decorbouwer (overleden 2022)
- 11 - Ferry Pirard, Nederlands voetballer (overleden 2009)
- 14 - Wim Hogenkamp, Nederlands acteur, zanger en tekstschrijver (overleden 1989)
- 16 - Gijs Schreuders, Nederlands journalist en politicus (overleden 2020)
- 17 - Christopher Allport, Amerikaans televisieacteur (overleden 2008)
- 17 - Hans Hillen, Nederlands politicus (CDA)
- 17 - Jozef De Kesel, Belgisch kardinaal, aartsbisschop van Mechelen-Brussel
- 17 - Paul Young (1947-2000), Brits zanger en percussiespeler (overleden 2000)
- 19 - Salman Rushdie, Brits schrijver
- 20 - Gérard Collomb, Frans politicus (overleden 2023)
- 21 - Lex van Delden, Nederlands acteur en zanger (overleden 2010)
- 21 - Michael Gross, Amerikaans acteur
- 21 - Joey Molland, Brits gitarist en singer-songwriter (overleden 2025)
- 22 - Octavia E. Butler, Amerikaans schrijfster (overleden 2006)
- 22 - Bruno Latour, Frans socioloog en filosoof (overleden 2022)
- 22 - Jerry Rawlings, Ghanees president (overleden 2020)
- 22 - John Wright, Engels folkzanger (overleden 2008)
- 23 - Karlos Callens, Belgisch politicus (overleden 2023)
- 24 - Karlijn Stoffels, Nederlands schrijfster
- 24 - Peter Weller, Amerikaans acteur
- 25 - John Maddox Roberts, Amerikaans (science fiction)schrijver (overleden 2024)
- 26 - Kees Jansma, Nederlands televisiepresentator en sportverslaggever
- 27 - Hans Ooft, Nederlands voetballer en voetbaltrainer
- 29 - Richard Lewis, Amerikaans stand-upcomedian en acteur (overleden 2024)
- 29 - Chas Mijnals, Surinaams militair, diplomaat en jurist
- 30 - Jean-Yves Le Drian, Frans politicus
- 30 - Theo Klouwer, Nederlands drummer (overleden 2001)

### juli

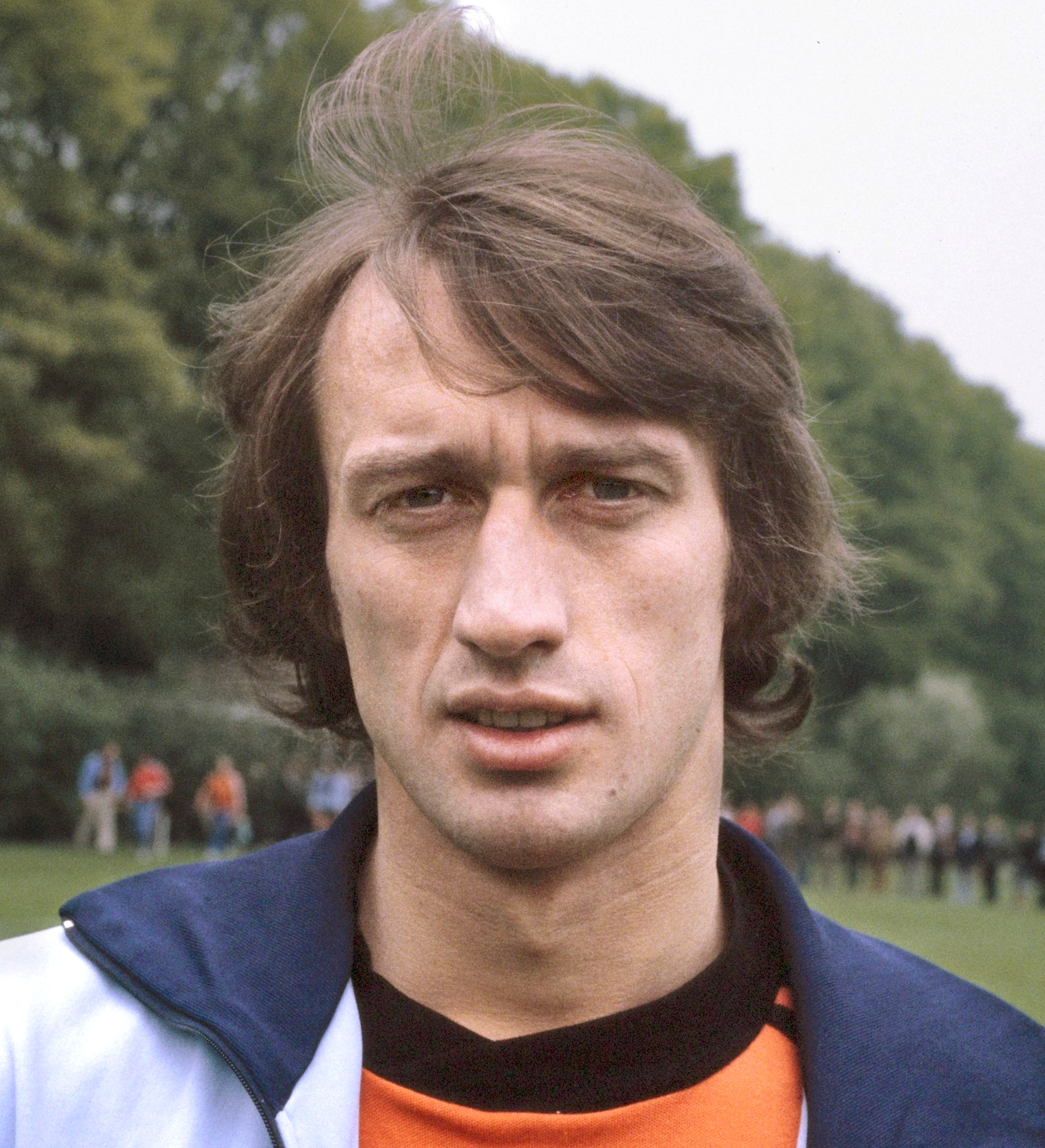
Rob Rensenbrink
geboren op 3 juli

- 2 - Hans Vlek, Nederlands dichter (overleden 2016)
- 3 - Rob Rensenbrink, Nederlands voetballer (overleden 2020)
- 3 - Top Topham, Brits rock- en bluesgitarist (overleden 2023)
- 5 - Toos Beumer, Nederlands zwemster
- 6 - Coen Kaayk, Nederlands beeldhouwer (overleden 2014)
- 7 - Gyanendra, koning van Nepal
- 7 - André Sollie, Vlaams kinderboekenauteur en -illustrator (overleden 2025)
- 7 - Leonard van Veldhoven, Nederlands architect, ondernemer en schrijver
- 8 - Kim Darby, Amerikaans actrice
- 9 - Jerney Kaagman, Nederlands zangeres
- 9 - Mitch Mitchell, Brits drummer (overleden 2008)
- 9 - O.J. Simpson, Amerikaans acteur en Americanfootballspeler (overleden 2024)
- 10 - Nataša Hanušová, Tsjechisch filmregisseur
- 10 - Chicho Jesurun, Nederlands-Antilliaans honkballer, -coach en sportjournalist (overleden 2006)
- 12 - Carla Bogaards, Nederlands dichteres en schrijfster
- 12 - Anders Ljungberg, Zweeds voetballer
- 13 - Oscar Sales Bueno Filho, Braziliaans voetballer, ook bekend als Dicá
- 13 - Eddy Van Butsele, Belgisch atleet
- 14 - Phil Carpenter, Brits motorcoureur
- 15 - Peter Banks, Brits rockgitarist (overleden 2013)
- 17 - Camilla Parker Bowles, koningin-gemalin van het Verenigd Koninkrijk als echtgenote van koning Charles III
- 19 - Hans-Jürgen Kreische, Oost-Duits voetballer
- 19 - Bernie Leadon, Amerikaans popmuzikant
- 19 - Brian May, Brits gitarist
- 19 - Bobby Prins, Vlaams zanger van het levenslied
- 20 - Henk Post, Nederlands voetballer (overleden 2022)
- 20 - Carlos Santana, Mexicaans-Amerikaans gitarist
- 21 - Co Adriaanse, Nederlands voetballer en voetbaltrainer
- 21 - Boudewijn Bouckaert, Vlaams beweger en professor in de rechten
- 22 - Nico de Haan, Nederlands vogelkenner en vogelbeschermer
- 22 - Don Henley, Amerikaans zanger, drummer en producer
- 22 - Mihaela Peneș, Roemeens atlete (overleden 2024)
- 23 - Torsten Palm, Zweeds autocoureur
- 24 - Jan Hollestelle, Nederlands bassist
- 25 - Huib Zijlmans, Nederlands politicus
- 26 - Enrique Camarena, Mexicaans DEA-agent (overleden 1985)
- 29 - Dennis Stewart, Amerikaans acteur (overleden 1994)
- 30 - Françoise Barré-Sinoussi, Frans virologe en Nobelprijswinnaar
- 30 - Zdravko Grebo, Bosnisch rechtsgeleerde en activist (overleden 2019)
- 30 - Arnold Schwarzenegger, Oostenrijks-Amerikaans acteur, bodybuilder en gouverneur van Californië (2003-2011)
- 30 - Nico Rijnders, Nederlands voetballer (overleden 1976)
- 31 - Johan Heins, Nederlands springruiter

### augustus
- 1 - Sien Diels, Vlaams actrice (overleden 2021)
- 1 - Luc Smets, Belgisch zanger en componist (overleden 2023)
- 2 - Massiel, Spaans zangeres
- 2 - Sjoerd Soeters, Nederlands architect
- 4 - Klaus Schulze, Duits componist en uitvoerend musicus (overleden 2022)
- 4 - Moufida Tlatli, Tunesisch filmregisseur en politica (overleden 2021)
- 5 - Angry Anderson, Australisch rockzanger
- 5 - Tiny Reniers, Nederlands handboogschutter
- 5 - Sef Vergoossen, Nederlands voetbaltrainer
- 8 - Kees Bregman, Nederlands voetballer
- 8 - Ben Sombogaart, Nederlands regisseur
- 9 - Roy Hodgson, Engels voetballer en voetbaltrainer
- 11 - Arkadie Andreasjan, Sovjet-Armeens voetballer en voetbaltrainer (overleden 2020)
- 11 - Wilma van den Berg, Nederlands atlete
- 11 - Theo de Jong, Nederlands voetballer en voetbaltrainer
- 11 - Rutger Stuffken, Nederlands roeier (overleden 2023)
- 13 - Geerhard de Grooth, Nederlands sportjournalist
- 13 - Jennifer Willems, Nederlands actrice (overleden 2015)
- 14 - Joop van Daele, Nederlands voetballer (overleden 2025)
- 14 - Danielle Steel, Amerikaans schrijfster
- 15 - Eddy Habbema, Nederlands regisseur
- 15 - Valerij Jaremtsjenko, Oekraïens voetballer en trainer
- 15 -  Sim Noordhof, Nederlands dirigent (overleden 2025)
- 18 - Vjatsjeslav Semjonov, Russisch voetballer (overleden 2022)
- 18 - Giulio Tremonti, Italiaans politicus en econoom
- 21 - Frédéric Mitterrand, Frans politicus en scenarioschrijver (overleden 2024)
- 22 - Manfred Klein, Duits stuurman bij het roeien
- 22 - Ian Scheckter, Zuid-Afrikaans autocoureur
- 22 - Cindy Williams, Amerikaans actrice (overleden 2023)
- 23 - Wim van der Leegte, Nederlands ondernemer (VDL Groep) (overleden 2023)
- 23 - Terje Rypdal, Noors componist en gitarist
- 23 - Lex Schoenmaker, Nederlands voetballer en voetbalcoach
- 24 - Anne Archer, Amerikaans actrice
- 24 - Paulo Coelho, Braziliaans schrijver
- 24 - Roger De Vlaeminck, Belgisch wielrenner
- 24 - Joe Manchin, Amerikaans Democratisch politicus
- 25 - Keith Tippett, Brits jazzpianist en -componist (overleden 2020)
- 26 - Jan Arlazorov, Russisch acteur en komiek (overleden 2009)
- 26 - Jan Krekels, Nederlands wielrenner
- 27 - Barbara Bach, Amerikaans actrice
- 27 - Peter Krieg, Duits filmdocumentairemaker (overleden 2009)
- 29 - Ilona Hofstra, Nederlands journaliste en presentatrice
- 29 - Jacques Kruithof, Nederlands schrijver en criticus (overleden 2008)
- 31 - Mireille Bekooij, Nederlands televisiepresentatrice
- 31 - Somchai Wongsawat, Thais rechter, ambtenaar en politicus (onder andere premier)

### september
- 1 - Klaas Hendrikse, Nederlands predikant en publicist (overleden 2018)
- 1 - Pieter van Veen, Nederlands burgemeester
- 2 - Kevin Farrell, Iers kardinaal
- 2 - Freddy Willockx, Belgisch politicus (overleden 2024)
- 3 - Kjell Magne Bondevik, premier van Noorwegen
- 3 - Mario Draghi, Italiaans bankier, econoom en (euro)politicus
- 3 - Gérard Houllier, Frans voetbalcoach (overleden 2020)
- 5 - Rudy Croes, Arubaans politicus (overleden 2021)
- 5 - Buddy Miles, Amerikaans drummer (overleden 2008)
- 6 - Sylvester, Amerikaans disco- en soulzanger en songwriter (overleden 1988)
- 8 - Halldór Ásgrímsson, minister-president van IJsland (overleden 2015)
- 8 - Frank Ganzera, Oost-Duits voetballer
- 8 - Linda Ludgrove, Brits zwemster
- 10 - Jet Nijpels, Nederlands politica
- 11 - Sjarel Branckaerts, Vlaams acteur (overleden 2007)
- 12 - Diana Lebacs, Curaçaos auteur, zangeres en actrice (overleden 2022)
- 14 - René Desaeyere, Belgisch voetbaltrainer
- 14 - Fredy Lienhard, Zwitsers autocoureur
- 14 - Sam Neill, Nieuw-Zeelands acteur en regisseur
- 14 - José Reveyn, Belgisch atleet
- 14 - Wolfgang Schwarz, Oostenrijks kunstschaatser
- 15 - Viggo Jensen, Deens voetballer en voetbalcoach
- 16 - Ilona Gusenbauer, Oostenrijks atlete
- 17 - Antônio Cançado, Braziliaans internationaal rechter (overleden 2022)
- 17 - Ilanit, Israëlisch zangeres
- 17 - Klaas Samplonius, Nederlands journalist en presentator (overleden 2022)
- 17 - Cor Veerman (Dekker), Nederlands musicus (overleden 2024)
- 18 - Hans Vermeulen, Nederlands zanger, componist, producer, gitarist en toetsenist (overleden 2017)
- 19 - Thomas H. Cook, Amerikaans misdaadauteur
- 19 - Lol Creme, Brits muzikant
- 19 - Arti Jessurun, Surinaams politicus
- 19 - Tanith Lee, Brits schrijfster (overleden 2015)
- 21 - Nick Castle, Amerikaans filmregisseur en acteur
- 21 - Rupert Hine, Brits muzikant en producer (overleden 2020)
- 21 - Stephen King, Amerikaans schrijver van horrorboeken
- 22 - Mike Sexton, Amerikaans pokerspeler en -commentator (overleden 2020)
- 24 - Jaap Goedegebuure, Nederlands literatuurrecensent, neerlandicus en hoogleraar
- 26 - Lynn Anderson, Amerikaans countryzangeres (overleden 2015)
- 27 - Dick Advocaat, Nederlands voetballer en voetbaltrainer
- 27 - Marvin Lee Aday (Meat Loaf), Amerikaans rockzanger en acteur (overleden 2022)
- 28 - Volodymyr Trosjkin, Oekraïens voetballer en voetbaltrainer (overleden 2020)
- 28 - Michael van Praag, Nederlands sportbestuurder
- 29 - Pjotr Müller, Nederlands beeldhouwer
- 30 - Marc Bolan, Brits singer-songwriter en gitarist (T. Rex) (overleden 1977)

### oktober

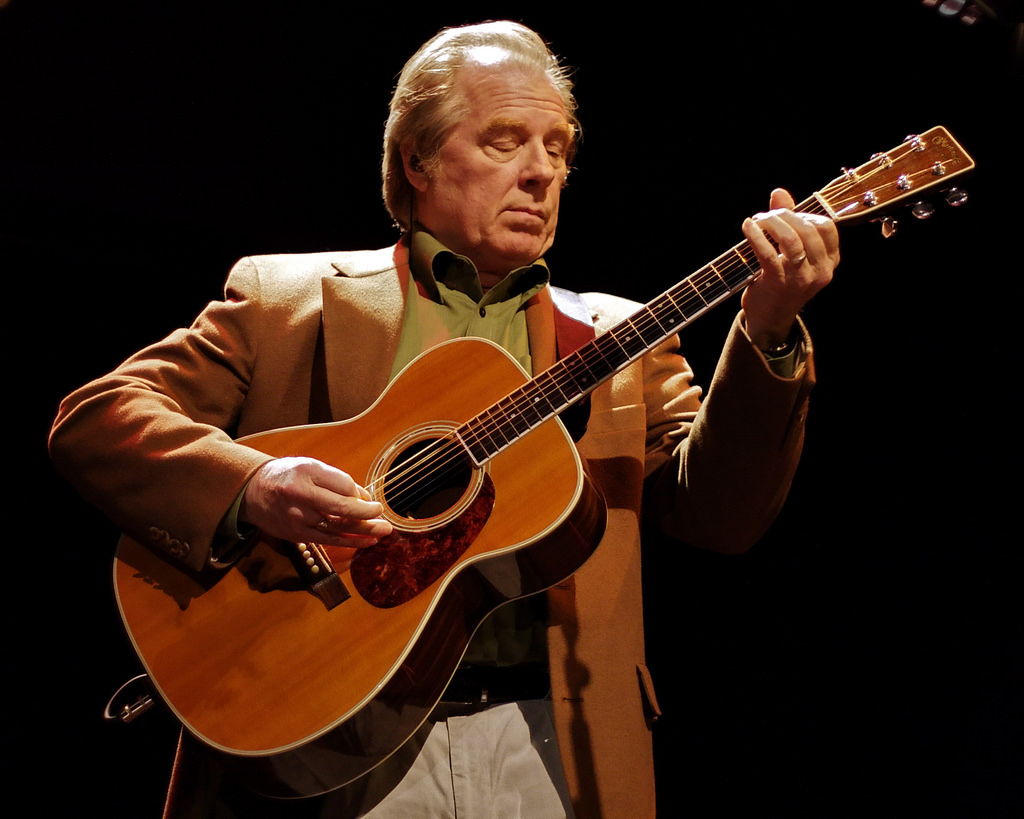
Michael McKean
geboren op 17 oktober

- 1 - Dalveer Bhandari, Indiaas rechter
- 1 - Aaron Ciechanover, Israëlisch bioloog
- 1 - Willem Kind, Nederlands beeldhouwer (overleden 2024)
- 1 - Oger Lusink, Nederlands modeondernemer
- 1 - Mariska Veres, Nederlands zangeres (Shocking Blue) (overleden 2006)
- 2 - Willy Veenstra, Nederlands voetballer (overleden 2024)
- 3 - Albert Sabajo, Surinaams surinamist en musicus (overleden 2018)
- 4 - Julien Clerc, Frans zanger
- 4 - Ann Widdecombe, Brits schrijfster en politica
- 6 - Klaus Dibiasi, Italiaans schoonspringer
- 6 - Han Peekel, Nederlands presentator en producent (overleden 2022)
- 8 - Maurice de Hond, Nederlands ondernemer, opiniepeiler en voetbalscheidsrechter
- 8 - Jan Dick Leurs, Nederlands honkballer en honkbalcoach
- 8 - Miel Puttemans, Belgisch atleet
- 9 - France Gall, Frans zangeres (overleden 2018)
- 9 - Pirmin Stierli, Zwitsers voetballer
- 9 - Hans van der Togt, Nederlands presentator
- 10 - Nina Matviyenko, Oekraïens zangeres (overleden 2023)
- 13 - Susan Blommaert, Amerikaans actrice
- 13 - Joe Dolce, Amerikaans zanger, dichter en essayist
- 13 - Sammy Hagar, Amerikaans rockzanger
- 15 - László Fazekas, Hongaars voetballer en voetbalcoach
- 15 - Hein Stufkens, Nederlands filosoof, dichter en zenleraar
- 16 - Terry Griffiths, Welsh snookerspeler (overleden 2024)
- 17 - Margo Jefferson, Amerikaans schrijfster en hoogleraar
- 17 - Michael McKean, Amerikaans acteur, filmregisseur, filmproducent, scenarioschrijver, komiek en muzikant
- 18 - Job Cohen, Nederlands politicus (onder andere burgemeester van Amsterdam)
- 20 - Willem Jan op 't Hof, Nederlands predikant
- 21 - Doeschka Meijsing, Nederlands schrijfster (overleden 2012)
- 22 - Godfrey Chitalu, Zambiaans voetballer (overleden 1993)
- 23 - Kazimierz Deyna, Pools voetballer (overleden 1989)
- 24 - Anneke van Dok-van Weele, Nederlands burgemeester en politica
- 24 - Kevin Kline, Amerikaans acteur
- 26 - Hillary Clinton, Amerikaans senator van de staat New York, echtgenote van president Bill Clinton
- 27 - Gunter Demnig, Duits beeldend kunstenaar
- 29 - Richard Dreyfuss, Amerikaans acteur
- 29 - Henri Michel, Frans voetbalcoach (overleden 2018)
- 30 - Timothy B. Schmit, Amerikaans bassist
- 31 - Alberto Bigon, Italiaans voetballer en voetbaltrainer
- 31 - Jean-Pierre Borlée, Belgisch atleet (overleden 1992)
- 31 - Deidre Hall, Amerikaans actrice
- 31 - Frank Shorter, Amerikaans langeafstandsloper
- 31 - Herman Van Rompuy, Vlaams politicus

### november
- 1 - Jim Steinman, Amerikaans tekstschrijver en componist (overleden 2021)
- 2 - Allan Michaelsen, Deens voetballer en -trainer (overleden 2016)
- 3 - Joe Lala, Amerikaans drummer en acteur (overleden 2014)
- 4 - Aleksej Oelanov, Russisch kunstschaatser
- 5 - Peter Noone, Brits zanger en acteur
- 6 - Larry James, Amerikaans sprinter (olympisch kampioen in 1968) (overleden 2008)
- 7 - Bob Anderson, Engels darter
- 7 - Ron Leavitt, Amerikaans producent, medebedenker van Married... with Children (overleden 2008)
- 8 - Minnie Riperton, Amerikaans soulzangeres (overleden 1979)
- 9 - Henk van Hoof, Nederlands staatssecretaris van Sociale Zaken en Werkgelegenheid in het kabinet-Balkenende II
- 9 - Paul Litjens, Nederlands hockeyer (overleden 2023)
- 10 - Greg Lake, Brits musicus (onder andere King Crimson en Emerson, Lake & Palmer) (overleden 2016)
- 13 - Joe Mantegna, Amerikaans acteur
- 14 - P.J. O'Rourke, Amerikaans journalist en schrijver (overleden 2022)
- 15 - Malcolm Ranjith, Sri Lankaans kardinaal
- 15 - Bill Richardson, Amerikaans politicus en diplomaat (overleden 2023)
- 17 - Eefje van Wissen, Nederlands atleet
- 18 - Omar Larrosa, Argentijns voetballer
- 20 - Joe Walsh, Amerikaans gitarist (onder andere Eagles)
- 21 - Gonnie Baars, Nederlands zangeres (overleden 2000)
- 22 - Carel van den Driest, Nederlands zakenman en bestuurder (overleden 2023)
- 22 - Harm Kuipers, Nederlands schaatser en medicus
- 22 - Max Romeo, Jamaicaans reggae-artiest (overleden 2025)
- 22 - Luke Walter jr., Belgisch zanger (overleden 1996)
- 23 - Marjolijn Uitzinger, Nederlands (radio- en tv-)journaliste en schrijfster
- 24 - Dwight Schultz, Amerikaans acteur
- 25 - Marjan Luif, Nederlands actrice en comédienne
- 27 - Richard Court, 26e premier van West-Australië
- 27 - Helen Epstein, Amerikaans schrijfster
- 27 - Jan Jeuring, Nederlands voetballer
- 27 - Frank Kramer, Nederlands voetballer en tv-presentator (overleden 2020)
- 28 - Harmen Veerman, Nederlands zanger en gitarist
- 29 - Petra Kelly, Duits politica (overleden 1992)
- 30 - Sergio Badilla Castillo, Chileens dichter en schrijver

### december
- 1 - Alain Bashung, Frans zanger (overleden 2009)
- 1 - Piet Meeuse, Nederlands schrijver en vertaler
- 2 - Rudolf Scharping, Duits politicus
- 3 - Amado Bagatsing, Filipijns politicus
- 3 - Wendela Gevers Deynoot, Nederlands (overleden 2025)
- 5 - Jim Messina, Amerikaans musicus en producer
- 6 - Kim Simmonds, Welsh blues- en rockmuzikant (overleden 2022)
- 6 - Henk van Woerden, Nederlands kunstschilder en schrijver (overleden 2005)
- 7 - Wilton Daniel Gregory, Amerikaans kardinaal-aartsbisschop
- 7 - Max van Huut, Nederlands architect
- 7 - Peter de Jong, Nederlands komiek (Maxi in het komisch duo Mini & Maxi)
- 8 - Margaret Geller, Amerikaans astronome
- 9 - Tom Daschle, Amerikaans politicus
- 9 - Jan Nonhof, Nederlands (stem)acteur en toneelregisseur
- 9 - Cees Tol, Nederlands gitarist (overleden 2018)
- 10 - Jürgen Barth, Duits autocoureur
- 10 - Maurits Hassankhan, Surinaams politicus en historicus
- 10 - Philippe Housiaux, Belgisch atleet
- 12 - Cor Pigot, Surinaams politicus
- 14 - Dilma Rousseff, Braziliaans politica en presidente
- 15 - Aad Koudijzer, Nederlands voetballer
- 16 - Ben Cross, Brits acteur (overleden 2020)
- 16 - Hedda Martens (= Henriëtte Plantenga), Nederlands schrijfster
- 16 - Jahangir Razmi, Iraans fotograaf
- 18 - Kees Klop, Nederlands socioloog, bestuurskundige, omroepvoorzitter en columnist (overleden 2007)
- 18 - Boele Staal, Nederlands politiefunctionaris, politicus en bestuurder
- 19 - Chris Jagger, Brits musicus en acteur
- 20 - Gigliola Cinquetti, Italiaans zangeres
- 20 - Hans Simons, Nederlands politicus (overleden 2019)
- 21 - Constant Vecht, Nederlands journalist en kunsthandelaar
- 21 - Mark Willems, Vlaams acteur
- 22 - Bill van Dijk, Nederlands zanger en acteur
- 22 - Ceri Morgan, Welsh darter (overleden 2020)
- 23 - Bill Rodgers, Amerikaans atleet
- 24 - Miguel Ángel González Suárez, Spaans voetballer (overleden 2024)
- 25 - Jozias van Aartsen, Nederlands politicus
- 26 - Dominique Baratelli, Frans voetbaldoelman
- 27 - Willy Polleunis, Belgisch atleet
- 29 - Ted Danson, Amerikaans acteur (onder andere Cheers)
- 30 - Jeff Lynne, Brits muzikant (onder andere ELO)
- 31 - Ruud Vreeman, Nederlands politicus en vakbondsbestuurder
- 31 - Peter de Leeuwe, Nederlands drummer (overleden 2014)

### datum onbekend
- Johanne A. van Archem, Nederlands schrijfster
- Luc Beerten, Belgisch scenarist
- Henze Boekhout, Nederlands kunstfotograaf
- Carlos Henríquez Consalvi, Venezolaans journalist, radiomaker en museumdirecteur
- Jeanne Holierhoek, Nederlands vertaalster
- Stan van Houcke, Nederlands journalist
- Dương Thu Hương, Vietnamees schrijfster
- Bert Keizer, Nederlands arts, filosoof en schrijver
- Peter Petersen, Nederlands beeldhouwer en keramist
- Bruno Raes, Belgisch producer en journalist
- Luc Smets, Belgisch zanger, arrangeur, componist en dirigent (overleden 2023)
- Errol Frank Stoové, Nederlands topfunctionaris
- Josta Vaseur, Surinaams schrijfster
- David Wilson, Australisch beeldhouwer
- Karst Woudstra, Nederlands regisseur en toneelschrijver